# Bonnie och Clyde (film)

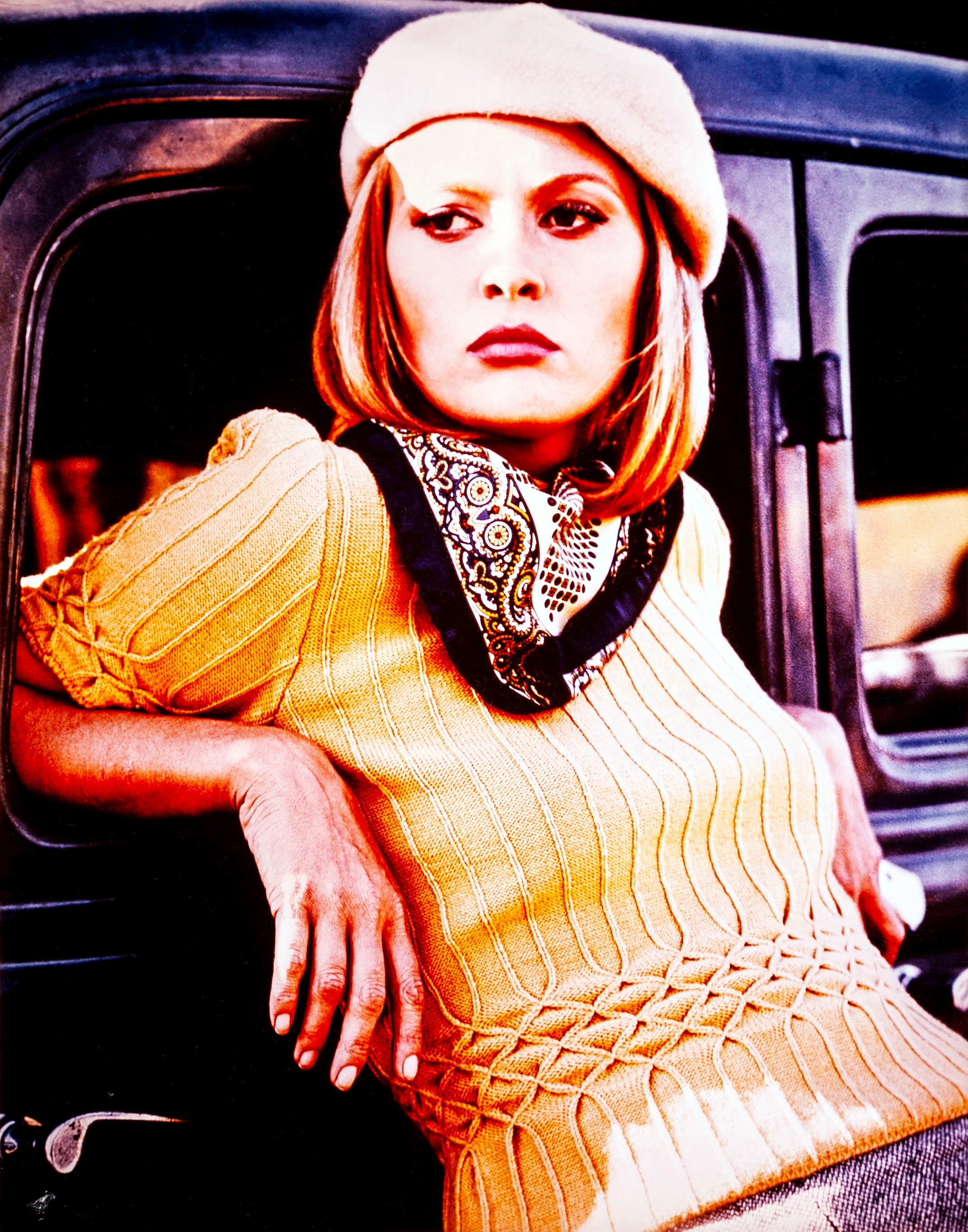
Faye Dunaway hade rollen som Bonnie i filmen.

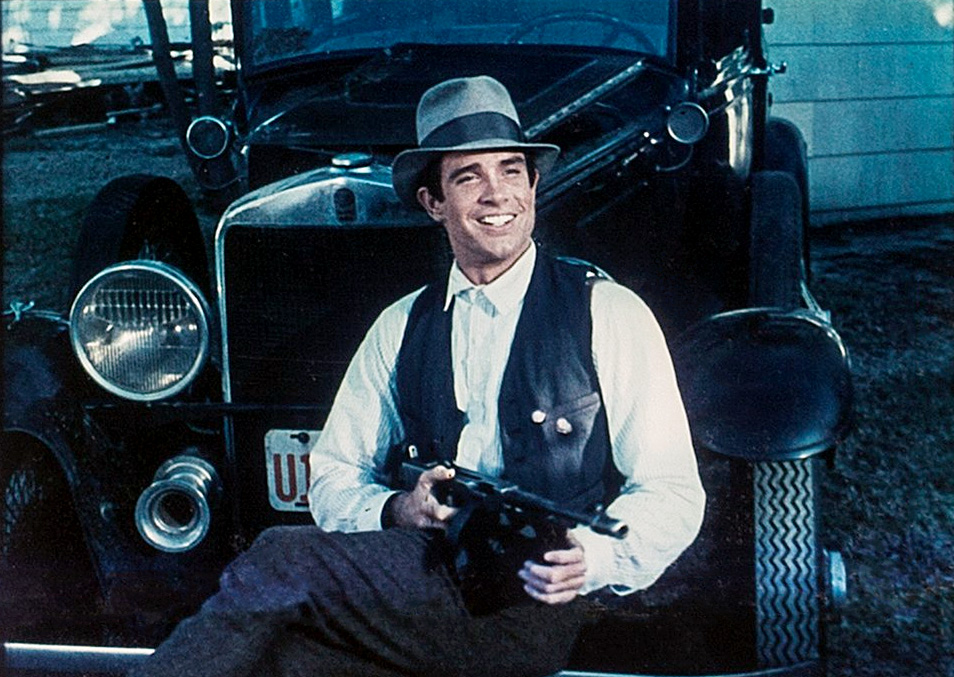
Warren Beatty som Clyde Barrow.

Bonnie och Clyde (engelska: Bonnie and Clyde) är en amerikansk biografisk film från 1967 i regi av Arthur Penn. I titelrollerna som Bonnie Parker och Clyde Barrow ses Faye Dunaway och Warren Beatty.

## Handling
Under den pågående stora depressionen träffas Clyde Barrow (Warren Beatty) och Bonnie Parker (Faye Dunaway) då Clyde försöker stjäla Bonnies mors bil. Bonnie, som för tillfället jobbar som servitris, beslutar sig för att ge sig av med Clyde och starta en brottsturné genom USA som kompanjoner.

## Rollista
| Warren Beatty      | – Clyde Barrow    |
| Faye Dunaway       | – Bonnie Parker   |
| Michael J. Pollard | – C.W. Moss       |
| Gene Hackman       | – Buck Barrow     |
| Estelle Parsons    | – Blanche         |
| Denver Pyle        | – Frank Hamer     |
| Dub Taylor         | – Ivan Moss       |
| Evans Evans        | – Velma Davis     |
| Gene Wilder        | – Eugene Grizzard |

## Om filmen

### Bakgrund
Robert Benton och David Newman påbörjade manuset till filmen redan 1963 efter att ha läst en bok om 30-talets gangstrar. Man övertalade François Truffaut att regissera men det hela rann ut i sanden då ingen var intresserad. Truffaut nämnde det hela för Warren Beatty under en middag med denne i Paris. Beatty sökte upp Benton och Newman i februari 1966. Det finns uppgifter om att Beatty skämtsamt ska ha fallit på knä inför den åldrige Jack Warner och bett honom om 1,6 miljoner till filmen. Beatty ska senare ha förnekat detta. Warner, som vid denna tid var på väg att dra sig tillbaka, gick emellertid med på det. Från juli 1966 jobbade Benton, Newman och Beatty aktivt med att göra manuset mer filmmässigt. [källa behövs]
Rollen som Bonnie erbjöds först Tuesday Weld som dock tackade nej.[källa behövs]

### Produktion
Filmen spelades in i Texas och karaktäriserades av stor realism, inte minst vad gällde våldsscener. I det ursprungliga manuset hade Clyde homosexuella tendenser men man ändrade detta och gjorde honom istället impotent. Benton och Newman fick hjälp med att vidareutveckla manuset av den redan rutinerade Robert Towne, som var god vän med Beatty. Arthur Penn, som var i stort behov av framgång, kom att regissera och Beatty producerade. Förutom stjärnorna Beatty och Faye Dunaway utgjordes dock ensemblen av skådespelare med ganska ordinärt utseende, exempelvis den då mindre kände Gene Hackman. En testvisning anordnades för Jack Warner i juni 1967 och denne hade inte så mycket mer att säga om filmen utom att dess längd tvingat honom gå och pinka tre gånger. Även om Jack Warner (som strax därpå gick i pension) godkänt filmen var bolagets nya ägare mindre välvilliga.

## Mottagande
Efter mycket om och men lyckades Beatty se till att filmen fick världspremiär på filmfestivalen i Montréal 4 augusti 1967 där den även gjorde succé. På vanliga biografer hade filmen premiär i New York den 13 augusti och med usel marknadsföring fick den endast måttlig framgång i USA under hösten 1967.
I Europa, där filmen hade premiär 15 september 1967, kom filmen emellertid att uppmärksammas stort. Detta ledde i sin tur till att filmen den 8 december 1967 hamnade på omslaget till amerikanska Time Magazine, där Pauline Kael var en av få amerikanska filmkritiker som hyllade filmen.[källa behövs]
Beatty stred i början av 1968 ursinnigt för att ge filmen nypremiär i USA, något som inte gjorts förut. Filmbolaget gav med sig då man insåg att filmen uppmärksammades även om man länge drog ut på det hela av prestigeskäl. Filmens nypremiär ägde rum på 340 amerikanska biografer den 21 februari 1968 och gjorde därefter ett segertåg över USA. På en vecka drog den in 10 gånger så mycket som den hade dragit in föregående höst. Filmen belönades med två Oscars (bästa kvinnliga biroll och bästa foto) vid Oscarsgalan 1968, även om de inblandade senare medgivit sin besvikelse då de ansåg den vara värd fler av de tyngre utmärkelserna.[källa behövs]

### Webbkällor
- Bonnie och Clyde på Internet Movie Database (engelska)